# Музей истории города-курорта Сочи
Музе́й Исто́рии го́рода-куро́рта Со́чи (до 1980 года – краеведческий) — культурно-просветительское учреждение, главный краеведческий музей города Сочи, Краснодарский край, Россия.
Здание построено в 1936, в нём располагалась школа, потом — Детская библиотека им. Н. А. Островского.
Музей основан 9 июля 1920 как Сочинский краеведческий музей. Основой его послужила коллекция экспонатов Сочинского отделения Кавказского горного клуба. С января 1932 музей располагался в Здании Общественного Собрания.
В фондах музея более 80 тысяч исторических предметов. Его экспозиционная площадь — 654 , 4 кв. м. В музее действуют выставки: «Археологические памятники сочинского региона», «Природа Западного Кавказа», «Космонавты в Сочи». В состав музея входят: отдел "Музей спортивной славы города Сочи", отдел — Дача-музей В. В. Барсовой, отдел "Этнографический музей" (Лазаревское),   «Усадьба причерноморского шапсуга»,  Видовая башня на горе Батарейка.

## История

### Зарождение музея
Основой создания музея послужила коллекция Сочинского отделения Кавказского горного клуба, который существовал в посаде Сочи с 1902 по 1917 год. Члены клуба изучали флору и фауну Черноморского побережья Кавказа, археологию, быт коренного населения. Возглавлял этот клуб известный инженер и краевед Василий Константинович Константинов, который построил дорогу на Красную Поляну и занимался проектированием дорог, ведущих в окрестные селения: Пластунское, Ажек, Аибгу. Коллекция горного клуба размещалась в доме его матери Екатерины Павловны Майковой. В коллекцию входили образцы минералов, гербарии, предметы быта народов Кавказа.
После смерти В. К. Константинова и его матери (в 1920 году), коллекция горного клуба становится собственностью государства. 9 июля 1920 года Сочинский райисполком принимает решение о создании краеведческого музея. Первых посетителей музей принял 15 февраля 1921 года. Находился он тогда в частном доме, на месте которого позже была построена гостиница «Приморская». Коллекция фондов насчитывала около 1 тысячи единиц, имелась собственная библиотека по краеведческой литературе. За первый год существования музей принял 712 посетителей.

### Музей в 20-40-е годы
С середины 20-х годов и до 1932 года музей переживал большие трудности, не было постоянного помещения, коллекции находились в ящиках, приходилось переезжать, или временно разворачивать экспозицию. Только в 1932 году музею было предоставлено здание по ул. Орджоникидзе, 29, в котором он находился более 60 лет.
В годы Великой Отечественной войны музей стал важным общественно-политическим центром города. Летом 1942 года, когда город Сочи стал прифронтовым, экспонаты музея эвакуировали вглубь гор, часть была закопана в пещерах. Когда угроза оккупации миновала, музей вновь восстановил экспозицию и был открыт для посетителей. В фонды музея за годы войны поступило более 3 тысяч предметов музейного значения, рассказывающих об участии сочинцев в боевых действиях на фронтах и их самоотверженной работе в госпиталях города. Сотрудники музея проводили экскурсии для раненных бойцов, а к тяжелобольным ходили в госпитали с лекциями. В годы Великой Отечественной войны музей обслужил более 45 тысячи посетителей.

### Послевоенный период
В послевоенный период деятельность музея полностью соответствовала государственной политике в области музейного дела. Строились новые экспозиции, пополнялись фонды уникальными экспонатами, проводились экскурсии и массовые мероприятия, осуществлялись выезды в сельские районы Кубани.
Появилась и новая форма работы: стали принимать выставки из музеев других городов - Тбилиси, Краснодара, Майкопа, Калуги, Сухуми и т.д. В 1986 году в состав музея вошли новые объекты, расположенные в отдельных зданиях: Музей «Дача певицы В. Барсовой» и Этнографический отдел музея в п. Лазаревское.

### Новейший период. Переезд в новое здание

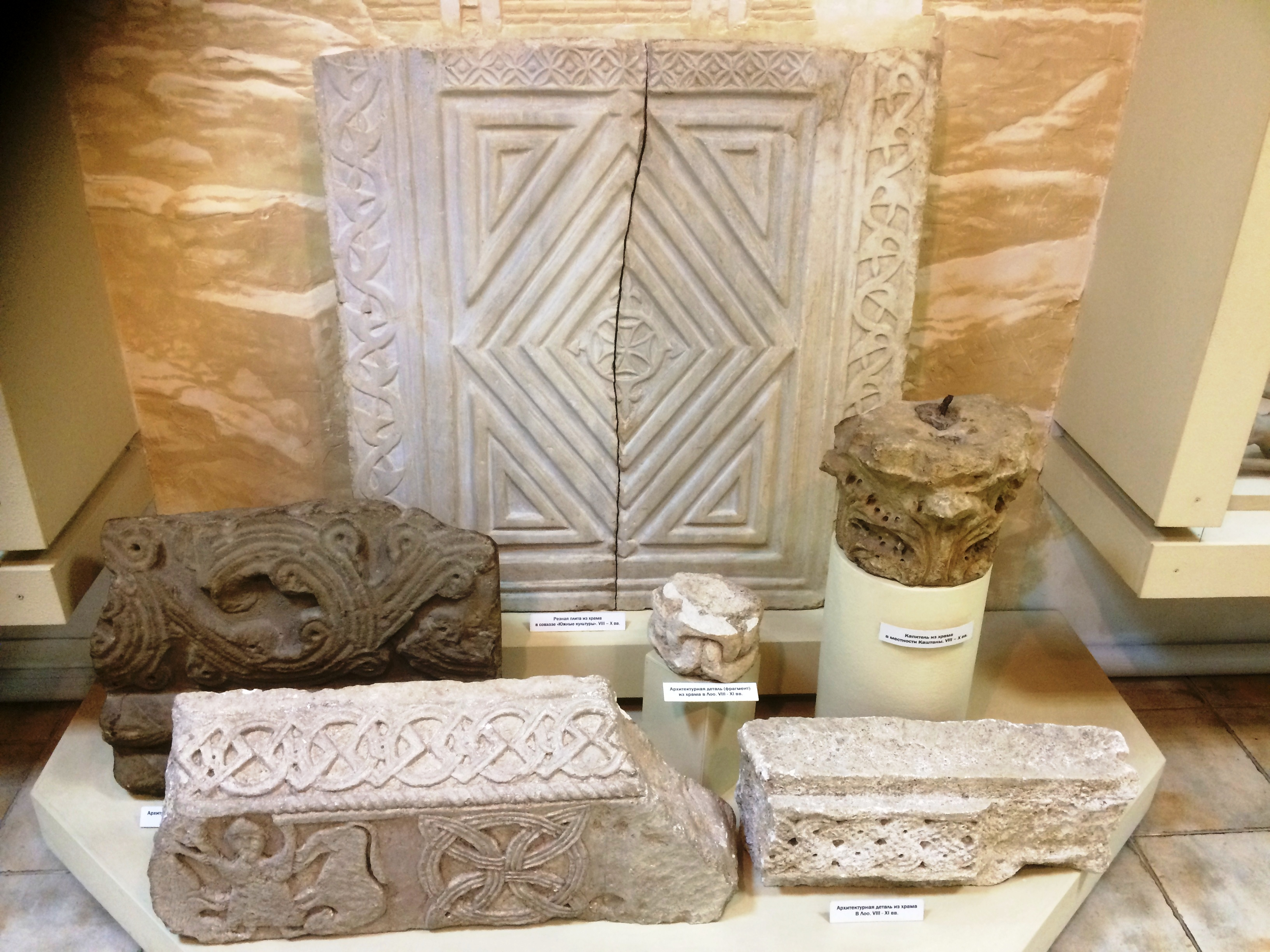
Архитектурные детали из храмов VIII-XI веков на территории города Сочи. Фрагмент экспозиции музея.

Здание, в котором первоначально находился музей по ул. Орджоникидзе, было построено в 1910 году, и к концу 1980-х годов совершенно устарело, не соответствовало типовым музейным нормам. Планировалось построить новое здание музея, строительство которого началось в 1992 году рядом со старым зданием по улице Орджоникидзе за счёт инвестора. Через некоторое время стройка была остановлена из-за отсутствия финансирования. Вскоре началось проектирование, а затем и строительство нового здания санатория «Черноморье». В конце 1999 года дом № 29 по ул. Орджоникидзе был снесён.
В 2000 году музей перенесли в другое здание, полностью утратив постоянную экспозицию. Перед сотрудниками встала задача не только разработки новой концепции стационарной экспозиции, но и реконструкции здания, которое не было приспособлено под музейное учреждение.
Это здание, расположенное по адресу, ул. Воровского, 54/11, возведено в 1936 году, в период первой генеральной реконструкции Сочи - Мацестинского курорта как общеобразовательная школа и отражает стилевые особенности сочинских архитектурных сооружений того периода времени. Детали архитектурной пластики, симметричное решение, стройные пропорции колоннады коринфского ордера и ионических псевдолоколонн характеризуют стиль неоклассицизма, к которому можно отнести это здание. Подобные сооружения составляли архитектурный фон застройки и облик Сочи 1930-х годов, утраченный в настоящее время.
Именно поэтому в 2000 году при переводе Музея истории города-курорта Сочи в другие помещения, ему было передано это строение, которое благодаря своим архитектурным особенностям соответствовало функциональному предназначению музея, его концептуальным основам и музееведческим установкам.

## Директора
- А. П. Краснов (-1942-)